# Rasmus Kulmala
Rasmus Kulmala (ungarisch Kulmala Rasmus; * 21. Juni 1994 in Alastaro) ist ein ungarisch-finnischer Eishockeyspieler, der seit 2019 beim Ferencvárosi TC in der Ersten Liga unter Vertrag steht.

## Karriere
Rasmus Kulmala, der in Finnland geboren wurde, begann seine Karriere als Eishockeyspieler in der Jugend der Loimaan Rockets. 2009 ging er zu Turun Palloseura, wo er in der Saison 2011/12 in die Herren-Mannschaft aufrückte. Im November 2014 wechselte er zu TuTo Hockey in die zweitklassige Mestis. Im Sommer 2016 verließ er Finnland und schloss sich dem HK Schachzjor Salihorsk aus der belarussischen Extraliga an, wechselte aber schon im November des Jahres zum polnischen Orlik Opole, wo er die Saison beendete. Schließlich ging er 2017 nach Ungarn, wo er zunächst beim DVTK Jegesmedvék in der Ersten Liga auf dem Eis stand, bevor er 2018 mit dem Klub in die slowakische Extraliga wechselte. 2019 wechselte er schließlich zum Ferencvárosi TC, wo er bis heute spielt. Mit dem Klub aus der Budapester Franzenvorstadt wurde er 2020, 2021, 2022 und 2023 ungarischer Meister und gewann 2020 auch die Erste Liga.

### International
Für Finnlands U17-Nationalteam nahm Kulmala zunächst am Europäischen Olympischen Winter-Jugendfestival 2011 im tschechischen Liberec teil und gewann mit der Mannschaft die Silbermedaille. Es folgte die Teilnahme an der U18-Weltmeisterschaft 2012, als er zweitbester Torschütze des Turniers hinter seinem Landsmann Artturi Lehkonen wurde, bevor er mit der finnischen U20-Auswahl im Jahr 2014 Junioren-Weltmeister wurde.
Nach seiner Einbürgerung in Ungarn stand er erstmals bei der Weltmeisterschaft 2022, als der Aufstieg in die Top-Division gelang, im Aufgebot der ungarischen Nationalmannschaft.

## Erfolge und Auszeichnungen
| - 2020 Gewinn der Ersten Liga mit dem Ferencvárosi TC - 2020 Ungarischer Meister mit dem Ferencvárosi TC - 2021 Ungarischer Meister mit dem Ferencvárosi TC | - 2022 Ungarischer Meister mit dem Ferencvárosi TC - 2023 Ungarischer Meister mit dem Ferencvárosi TC |

### International
- 2011 Silbermedaille beim Europäischen Olympischen Winter-Jugendfestival
- 2014 Goldmedaille bei der U20-Junioren-Weltmeisterschaft
- 2022 Aufstieg in die Top-Division bei der Weltmeisterschaft der Division I, Gruppe A